# Thurgauer Kantonalbank
Thurgauer Kantonalbank (TKB) — банк швейцарского кантона Тургау, входит в систему кантональных банков. Банк был основан в 1871 году.
По объёму активов TKB в 2022 году занимал 20-е место среди банков Швейцарии и 9-е место среди кантональных банков страны.
80 % акций банка принадлежит правительству кантона Тургау, остальные акции обращаются на Швейцарской бирже.

## История
Банк был основан в 1871 году. В апреле 2014 года акции банка были размещены на Швейцарской бирже.

## Деятельность
Банк специализируется в основном на обслуживании частных клиентов и малого бизнеса. Предлагает банковские счета, инвестиционные и страховые продукты, инвестиционные консультации, кредиты, кредитные карты, управление активами. Сеть банка насчитывает 30 отделений в кантоне Тургау. Правительство кантона Тургау является гарантом вкладов в банк.